# Olivier
Olivier ist die französische Form des männlichen Vornamens Oliver und bedeutet in der französischen Sprache ‚Olivenbaum‘.

## Namenstag
11. Juli

## Namensträger

### Vorname
- Olivier Adam, französischer UN-Diplomat, seit 2017 Leiter des UNV
- Olivier Alain (1918–1994), französischer Organist, Pianist, Musikwissenschaftler und Komponist
- Olivier Assayas (* 1955), französischer Regisseur und Drehbuchautor
- Olivier Besancenot (* 1974), französischer Politiker und Postbote
- Olivier Blanchard (* 1948), französischer Ökonom
- Olivier Brassart (* 1977), französischer Fußballspieler
- Olivier Busquet (* 1981), US-amerikanischer Pokerspieler
- Olivier Caillas (* 1977), deutsch-französischer Fußballspieler
- Olivier de Châtillon († 1433), französischer Adliger
- Olivier de Coëtivy (1418–1480), französischer Militär
- Olivier Cotte (* 1972), französischer Freestyle-Skier
- Olivier Delaître (* 1967), französischer Tennisspieler
- Olivier Faure (* 1968), französischer Politiker
- Olivier Gendebien (1924–1998), belgischer Rennfahrer
- Olivier van Ghent (1470–1512), flämischer Maler und Bildhauer
- Olivier Giroud (* 1986), französischer Fußballspieler
- Olivier Grouillard (* 1958), französischer Rennfahrer
- Olivier Guichard (1920–2004), französischer Politiker
- Olivier Jacque (* 1973), französischer Motorradrennfahrer
- Olivier Jenot (* 1988), monegassischer Skirennläufer
- Olivier Kapo (* 1980), französischer Fußballspieler
- Olivier Lancelot (um 1970–2018), französischer Jazzpianist
- Olivier Latry (* 1962), französischer Organist, Improvisator und Musikpädagoge
- Olivier Long (1915–2003), Schweizer Botschafter, Generaldirektor des Allgemeinen Zoll- und Handelsabkommens
- Olivier Martinez (* 1966), französischer Filmschauspieler
- Olivier May (* 1957), Schweizer Schriftsteller
- Olivier Messiaen (1908–1992), französischer Komponist
- Olivier Ndjimbi-Tshiende (* 1949), kongolesischer Geistlicher und Theologe
- Olivier van Noort (1558–1627), niederländischer Seefahrer
- Olivier Ntcham (* 1996), französischer Fußballspieler
- Olivier Occéan (* 1981), kanadischer Fußballspieler
- Olivier Panis (* 1966), französischer Rennfahrer
- Olivier Philippaerts (* 1993), belgischer Springreiter
- Olivier Rochus (* 1981), belgischer Tennisspieler
- Olivier Roy (Politikwissenschaftler) (* 1949), französischer Politikwissenschaftler, Berater, Diplomat und UNO-Gesandter
- Olivier Roy (Eishockeyspieler) (* 1991), kanadischer Eishockeytorwart
- Olivier Roy (Philosoph) (* 1978), kanadischer Geisteswissenschaftler
- Olivier Safari (* 1980), kongolesischer Fußballschiedsrichterassistent und -funktionär
- Olivier Schoenfelder (* 1977), französischer Eiskunstläufer
- Olivier van den Tempel (1540–1603), Brabanter Feldherr im Rang eines Obersts
- Olivier de Termes (um 1200–1274), okzitanischer Ritter und Kreuzfahrer
- Olivier Thévenin (* 1968), französischer Autorennfahrer
- Olivier Vernon (* 1990), US-amerikanischer American-Football-Spieler

### Familienname
- Abelardo Olivier (1877–1951), italienischer Fechter
- André Olivier (* 1989), südafrikanischer Mittelstreckenläufer
- Cabous Olivier (* 1998), namibischer Rasenbowler
- Carlos Olivier (1952–2007), venezolanischer Schauspieler und Chirurg
- Caroline Olivier (Autorin) (1803–1879), Schweizer Autorin
- Caroline Olivier (Freestyle-Skierin) (* 1971), kanadische Freestyle-Skierin
- Charles Pollard Olivier (1884–1975), US-amerikanischer Astronom
- Charlotte Olivier (1864–1945), russisch-schweizerische Ärztin
- Christiane Olivier (Psychoanalytikerin) (1932–2021), französische Psychoanalytikerin und Buchautorin
- Christiane Olivier (Schauspielerin) (* 1976), deutsche Schauspielerin, Autorin und Komikerin
- Christopher Olivier (* 2006), österreichisch-südafrikanischer Fußballspieler
- Daan Olivier (* 1992), niederländischer Radrennfahrer
- Eben Olivier (* 1944), südafrikanischer Rugby-Union-Spieler
- Ethan Olivier (* 2005), neuseeländischer Leichtathlet
- Eugène Olivier (1881–1964), französischer Fechter
- Ferdinand Johann von Olivier (1785–1841), deutscher Maler
- Fernand Allard l’Olivier (1883–1933), belgischer Maler
- Fernande Olivier (1881–1966), französische Lebensgefährtin und Muse von Pablo Picasso
- Franck Olivier (1948–2021), belgischer Schlagersänger
- Françoise Olivier-Coupeau (1959–2011), französische Politikerin (PS)
- Friedrich von Olivier (1791–1859), deutscher Maler
- Ġorġ Borg Olivier (1911–1980), maltesischer Politiker, zweimal Premierminister Maltas
- Géraldine Olivier (* 1967), Schweizer Schlagersängerin
- Gonzague Olivier (1921–2013), französischer Autorennfahrer und Bootsbauer
- Guillaume-Antoine Olivier (1756–1814), französischer Arzt, Zoologe und Botaniker
- Heinrich Olivier (1783–1848), deutscher Maler
- Henri Jacques François Olivier (1849–1923), französischer Pilzkundler
- Herbert Arnould Olivier (1861–1952), britischer Maler
- Isabelle Olivier (* 1964), französische Jazzmusikerin
- Jacques Olivier (* 1968), südafrikanischer Rugby-Union-Spieler
- Jaco Olivier (* 1975), namibischer Rugby-Union-Spieler
- Jean-Baptiste Olivier (1765–1813), französischer General der Kavallerie
- Jean-Claude Olivier (1945–2013), französischer Motorradrennfahrer und Motorsportfunktionär
- Jean-Jacques Olivier (1877–1954), französischer Schriftsteller
- Jean-Michel Olivier (* 1952), Schweizer Schriftsteller
- Jean-Pierre Olivier (1939–2020), belgischer Altphilologe und Mykenologe
- Jean-Pierre Olivier (Tennisspieler), französischer Tennisspieler
- Jeanne Olivier (1764–1787), französische Schauspielerin
- Joey Olivier, Bürgermeisterin in Südwestafrika
- Joseph Olivier (1874–1901), französischer Rugbyspieler
- Juste Olivier (1807–1876), Schweizer Dichter, Schriftsteller und Historiker
- Laurence Olivier (1907–1989), britischer Schauspieler und Regisseur
- Leonard James Olivier (1923–2014), US-amerikanischer Geistlicher, Weihbischof in Washington
- Louis Olivier (1923–2015), belgischer Politiker
- Ludwig Heinrich Ferdinand Olivier (auch Ferdinand von Olivier der Ältere; 1759–1815), deutscher Pädagoge Schweizer Herkunft
- Marc-Antoine Olivier (* 1996), französischer Schwimmer
- Maud Olivier (* 1953), französische Politikerin
- Philip Olivier (* 1980), britischer Schauspieler
- Philippe Olivier (* 1961), französischer Politiker
- Richard Olivier (* 1961), britischer Regisseur, Drehbuchautor und Schauspieler
- Séraphin Olivier-Razali (1538–1609), italienischer Kardinal und Titularerzbischof
- Sydney Olivier, 1. Baron Olivier (1859–1943), britischer Politiker und Kolonialadministrator
- Théodore Olivier (1793–1853), französischer Mathematiker
- Thomas Olivier (Oliver von Köln; um 1170–1227), deutscher Geistlicher, Bischof von Paderborn
- Victoria Olivier (* 2004), österreichische Skirennläuferin
- Welrè Olivier (* 2002), neuseeländischer Leichtathlet
- Wynand Olivier (* 1983), südafrikanischer Rugby-Union-Spieler
- Yves Olivier (* 1974), belgischer Rennfahrer

## Varianten
- kurz: Oli, Olli
- weiblich: Olivia, Olivera, Olive
- deutsch: Oliver
- schweizerdeutsch: Oli, Ölu
- englisch: Oliver
- italienisch: Oliviero
- portugiesisch: Oliveira
- französisch: Olivier

## Sonstiges
- Salat Olivier, eine nach dem Koch Lucien Olivier benannte Spezialität